# Floreana
Floreana è un'isola dell'arcipelago delle Galápagos. 

## Geografia e storia
L'isola ha una superficie di 173 km², sesta per estensione nell'arcipelago. Si è formata tramite un'eruzione vulcanica. Il punto più alto dell'isola è Cerro Pajas a 640 m. L'isola ha una popolazione di circa 100 persone.
L'isola, così chiamata in onore di Juan José Flores, il primo presidente dell'Ecuador, durante la sua presidenza l'Ecuador prese possesso dell'arcipelago. L'isola era precedentemente conosciuta in spagnolo come Isla Mercedes, a volte Mascarenas, in onore della moglie di Flores, Mercedes Jijón. Era anche conosciuta come Santa Maria, dalla Vergine Maria e dalla Santa María, una delle navi di Cristoforo Colombo.

## Nella cultura di massa
Il film del 2024 Eden è ambientato sull'isola.